# 캅텐 이 와얀 딥타 스타디움
캅텐 이 와얀 딥타 스타디움(인도네시아어: Stadion Kapten I Wayan Dipta)는 인도네시아 발리에 위치한 다목적 경기장이다. 현재 주로 축구 경기장으로 이용되며 발리 유나이티드 FC의 홈구장으로 사용된다. 수용 인원은 23,081명이다.